# آندریا آرنولد
آندریا آرنولد OBE (انگلیسی: Andrea Arnold؛ زادهٔ ۵ آوریل ۱۹۶۱) فیلم‌ساز و هنرپیشهٔ سابق انگلیسی است. او در سال ۲۰۰۵، برای فیلم کوتاه خود، زنبور، موفق به دریافت جایزه اسکار گردید. از دیگر فیلم‌های ساختهٔ او می‌توان به رد رود (۲۰۰۶)، تنگ ماهی (۲۰۰۹) و عزیز آمریکایی (۲۰۱۶) اشاره کرد که همگی آن‌ها برنده جایزه هیئت داوران از جشنواره کن شده‌اند. همچنین تنگ ماهی توانست در سال ۲۰۱۰ جایزه بفتای بهترین فیلم بریتانیایی را نصیبِ آندریا آرنولد کند. او در سال ۲۰۱۱ به پاس خدمات خود در هنرهای نمایشی به مقام افسر والا مقام امپراتوری بریتانیا (OBE) منصوب شد. آرنولد در سال ۲۰۱۵، دکترای افتخاری هنر را از دانشگاه ساسکس دریافت کرد.

## آثار

### فیلم
| سال  | عنوان           | نقش                           | یادداشت |
| ---- | --------------- | ----------------------------- | --- |
| ۱۹۹۸ | شیر             | کارگردان، نویسنده             | فیلم کوتاه |
| ۲۰۰۱ | سگ              | کارگردان، نویسنده             | فیلم کوتاه |
| ۲۰۰۳ | زنبور           | کارگردان، نویسنده             | فیلم کوتاه برنده – جایزه اسکار بهترین فیلم کوتاه                                                                      |
| ۲۰۰۶ | رد رود          | کارگردان، نویسنده             | برنده – جایزه هیئت داوران جشنواره کن برنده – جایزه بفتای بهترین فیلم اول یک نویسنده، کارگردان یا تهیه‌کننده بریتانیایی |
| ۲۰۰۹ | تنگ ماهی        | کارگردان، نویسنده             | برنده – جایزه هیئت داوران جشنواره کن برنده – جایزه بفتای بهترین فیلم                                                  |
| ۲۰۱۱ | بلندی‌های بادگیر | کارگردان، نویسنده             | برنده – جایزه فدراسیون بین‌المللی منتقدان فیلم                                                                         |
| ۲۰۱۶ | عزیز آمریکایی   | کارگردان، نویسنده             | برنده – جایزه هیئت داوران جشنواره کن                                                                                  |
| ۲۰۲۰ | گاو             | کارگردان                      | مستند |
| ۲۰۲۴ | پرنده           | کارگردان، تهیه‌کننده و نویسنده | |